# Pandora uroleuconii
Pandora uroleuconii är en svampart som beskrevs av Barta & Cagán 2003. Pandora uroleuconii ingår i släktet Pandora och familjen Entomophthoraceae.   Inga underarter finns listade i Catalogue of Life.